# 石岡市立瓦会小学校
石岡市立瓦会小学校（いしおかしりつ かわらえしょうがっこう）は、茨城県石岡市瓦会にある市立小学校。

## 沿革
- 1875年（明治8年）3月10日 - 大字瓦谷に瓦谷小学校設立。
- 1880年（明治13年）5月 - 大字宇治会の源照寺に宇治会小学校設立。
- 1887年（明治20年）1月 - 瓦谷小学校と宇治会小学校が統合し、瓦会尋常小学校と改称。
- 1893年（明治26年） - 高等科を併置し、瓦会尋常高等小学校と改称。
- 1913年（大正2年） - 増築校舎1棟竣工。瓦会農業補習学校を附設。
- 1926年（大正15年） - 改築校舎1棟竣工。瓦会村立青年訓練所を附設。
- 1939年（昭和14年） - 第三校舎60坪竣工。
- 1941年（昭和16年）4月1日 - 国民学校令により、瓦会国民学校と改称。
- 1947年（昭和22年）4月1日 - 学制改革により、瓦会村立瓦会小学校と改称。
- 1951年（昭和26年） - PTA発足。
- 1955年（昭和30年）
  - 1月1日 - 町村合併により、八郷町立瓦会小学校と改称。
  - 日付不明 - 校舎改築。
- 1965年（昭和40年） - 学校林（約2町歩）の造林を決定し、その手入れを行う。
- 1968年（昭和43年） - 学校後援会発足。
- 1970年（昭和45年） - 特殊学級設置。
- 1974年（昭和49年）11月 - 創立百周年記念式典挙行。校歌制定。
- 1979年（昭和54年）7月 - 新校舎竣工式（移転）。
- 1980年（昭和55年）7月 - プール竣工式。
- 1987年（昭和62年）2月 - 体育館落成。
- 2005年（平成17年）10月1日 - 市町村合併により、石岡市立瓦会小学校と改称。

## 通学区域

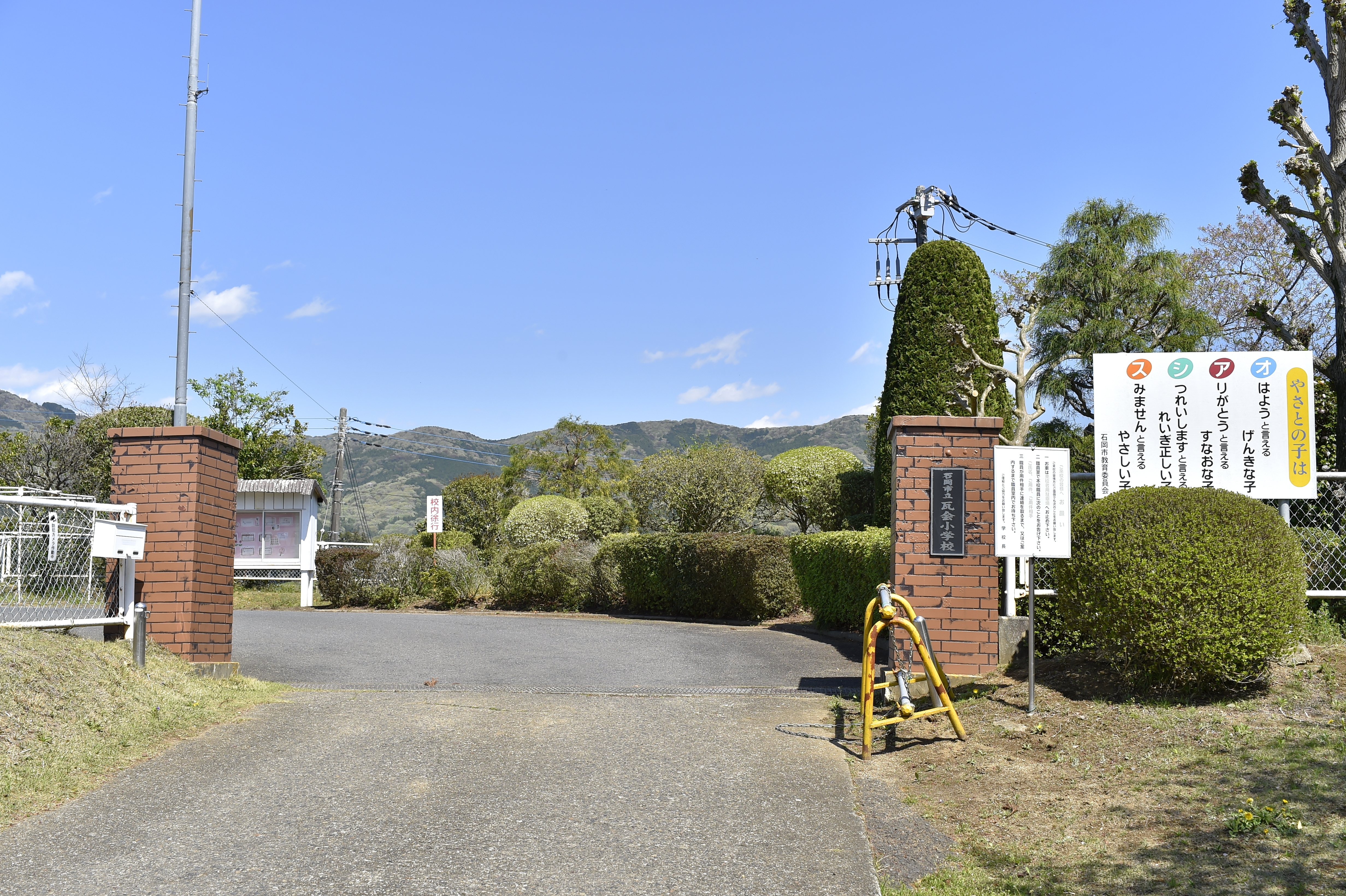
石岡市立瓦会小学校の正門

- 宇治会・瓦会・小塙・佐久・野田・部原[1]

## アクセス
- 関鉄グリーンバス石岡市代替バス板敷山羽鳥駅線で、「平沢」バス停下車後、徒歩約1.3km・約20分。
  - なお、学校付近には、路線バス（コミュニティバス含む）は通っていない。